# 阿尔卡诺
阿尔卡诺，是西班牙加泰罗尼亚莱里达省的一个市镇。 总面积21平方公里，总人口256人（001年），人口密度12人/平方公里。